# Gloria Jeans
Gloria Jeans (укр. Глорія Джинс) — російський бренд одягу, звинувачуваний у фінансуванні терористів «ЛНР». Магазини цього бренду діють на території Росії, Казахстану, Білорусі та України. Штаб-квартира розташована в місті Москва.

## Історія
Компанію було засновано в 1988 році як кооператив «Глория» російським підприємцем Володимиром Мельниковим в місті Ростов-на-Дону. В 1991 році відкрито перший магазин. В 1995 році утворено ВАТ «Глория Джинс». Активно розвивається мережа магазинів в різних містах Росії, зокрема в Москві, Єкатеринбурзі, Новосибірську.
В 2001 році компанія відкриває торгівельні представництва в Україні: в Києві, Харкові, Дніпропетровську, Львові, Миколаєві, Херсоні, Донецьку.
В 2006 році «Глория Джинс» купує фабрику «Стиль» в Луганську. Потужності підприємства, перейменованого на ПАТ «Глорія Джинс», починають виробництво продукції для російського бренду.
В 2011 році запущено ще п'ять підприємств з виробництва продукції на території Луганської області.

## Gloria Jeans і російсько-українська війна
Після незаконної анексії Криму Російською Федерацією та початку збройної агресії Росії на сході України українські підприємства припиняють виробництво продукції для бренду Gloria Jeans  Луганське підприємство зазнає пограбувань бойовиками так званої «ЛНР».
На початку березня 2015 року Володимир Мельников заявляє про відновлення роботи ПАТ «Глорія Джинс», розташованого на території окупованого Луганська. Церемонію відкриття відвідує ватажок терористів «ЛНР» Ігор Плотницький.
У відповідності зі словами Володимира Мельникова, підприємство, яке незаконно функціонує на території окупованого російсько-терористичними військами Луганську, частину прибутку у вигляді податків сплачує до бюджету Російської Федерації, з якого, в свою чергу, відбувається фінансування терористів «ЛНР»:
|  | Ті люди, які захопили підприємства, як ви знаєте, краще, ніж я, їх уже немає: когось відстрелили, хтось втік. І там більш-менш існує влада. Законів, на жаль, немає. Податки ми платимо зараз не в Україні, а в Росії, а Росія вже якось там розбирається з «ЛНР» |

.
В 2017 році Служба безпеки України розпочала перевірку щодо фактів виробництва продукції Gloria Jeans в окупованому Луганську. Під час досудового слідства було з'ясовано, що продукція бренду Gloria Jeans, яка реалізовувалась на території України, виготовлялась на території окупованого Луганська. За інформацією СБУ, компанія сплачувала «податки» в так званих державних органах «ЛНР», гроші яких використовувалися, в тому числі, на фінансування незаконних збройних формувань бойовиків.
З документів, вилучених під час обшуків офісів і складських приміщень Gloria Jeans, які діяли на території України, відомо, що продукція, виготовлена на фабриці в окупованому Луганську, вивозилася через непідконтрольну ділянку українсько-російського кордону. Вже з території РФ продукцію бренду за підробними документами, де вона фігурувала як виготовлена в Росії, провозили через митний кордон України для подальшої реалізації на її території.
В 2017 році в Києві і Львові пройшли акції активістів, що виступали проти функціонування магазинів Gloria Jeans в Україні.
Станом на початок 2021 року магазини бренду незаконно функціонують на території окупованого Російською Федерацією Криму. Більшість із них відкрито вже після анексії.
Не зважаючи на все це, за інформацією на кінець 2020 року в Україні досі відкрито функціонують 24 магазини Gloria Jeans.